# Fritz Becker (General)
Fritz Becker (* 7. März 1892 in Heidberg; † 11. Juni 1967 in Herzberg am Harz) war ein deutscher Generalleutnant sowie letzter Kampfkommandant von Bremen im Zweiten Weltkrieg.

## Leben
Becker war der Sohn eines Pfarrers und absolvierte das Gymnasium in Bad Kreuznach. Danach begann er ein Studium der Philologie und trat am 29. Januar 1913 als Fahnenjunker in das 7. Rheinische Infanterie-Regiment Nr. 69 ein. Am 20. Mai 1914 folgte seine Beförderung zum Leutnant. Als Zugführer im I. Bataillon kam Becker mit Ausbruch des Ersten Weltkriegs an der Front zum Einsatz. Dort ernannte man ihn am 29. August 1914 zum Kompanieführer. Kurz darauf wurde er am 3. September verwundet. Nach Lazarettaufenthalt und Gesundung wurde er am 8. Dezember 1914 dem Reserve-Infanterie-Regiment Nr. 257 zugewiesen. Vom 28. Juli 1915 bis 22. Juni 1917 fungierte Becker als Adjutant des I. Bataillons und erhielt in dieser Funktion am 18. Juni 1917 seine Beförderung zum Oberleutnant. Dann setzte man ihn als stellvertretenden Regimentsadjutant ein und versetzt ihn am 7. Mai 1918 als stellvertretender Adjutant zur 77. Reserve-Infanterie-Brigade. Kurz vor Kriegsende erfolgte noch seine Versetzung zur 77. Reserve-Division.
Am Ende des Krieges war er im Grenzschutz Ost tätig.
Als Offizier der Reichswehr war er, 1925 als Hauptmann, in verschiedenen Funktionen eingesetzt. 1933 wurde er Major, 1934 Kommandeur eines Bataillons, 1936 Oberstleutnant und 1939 Kommandeur des Infanterie-Regiments 60 und Oberst.
Im Zweiten Weltkrieg war er 1939/40 an der Westfront (Eifel und Frankreich), 1941 an der Balkanfront und an der Ostfront. 1942 erfolgte seine Beförderung zum Generalmajor und 1943 zum Generalleutnant und er war nun Kommandeur einer Infanterie-Division und dann stellvertretender Befehlshaber eines Panzer-Korps in der Sowjetunion. Vom 30. September 1944 bis zum 25. März 1945 war er Kommandeur der 389. Infanterie-Division.
Er übernahm ab dem 5. April 1945 das Kommando über den Verteidigungsbereich Bremen. Der kommissarische Bürgermeister von Bremen Richard Duckwitz (NSDAP) und der Bremer Senator Hans-Joachim Fischer (NSDAP) sprachen sich im April 1945 für eine Kapitulation von Bremen aus, Gauleiter Paul Wegener (NSDAP) und Kampfkommandant Becker setzten aber am 21. April 1945 den bedingungslosen Kampf um die Stadt durch. Der Präsident der Gauwirtschaftskammer Karl Bollmeyer stand am 23. April nach übereinstimmenden Zeugenaussagen kurz vor einem Attentat auf Becker, um doch noch eine kampflose Übergabe der Stadt an die Briten zu erwirken, wurde aber von dem Anschlag abgehalten. Becker geriet in britische Kriegsgefangenschaft und war bis zum Januar 1948 interniert.
Einige Jahre war er in der Nachkriegszeit als Personalberater in einem Industriebetrieb tätig. Er zählte als Pensionär nach dem Krieg zu den rechtskonservativen Kreisen. Schriften von ihm wurden in den Huttenbriefen für den rechtsextremistischen Freundeskreis Ulrich von Hutten veröffentlicht.

## Auszeichnungen
- Deutsches Kreuz in Gold am 22. November 1941[3]
- Ritterkreuz des Eisernen Kreuzes am 6. April 1943[3]